# Rádio Farroupilha
Rádio Farroupilha foi uma emissora de rádio brasileira sediada em Porto Alegre, capital do Rio Grande do Sul.

## História

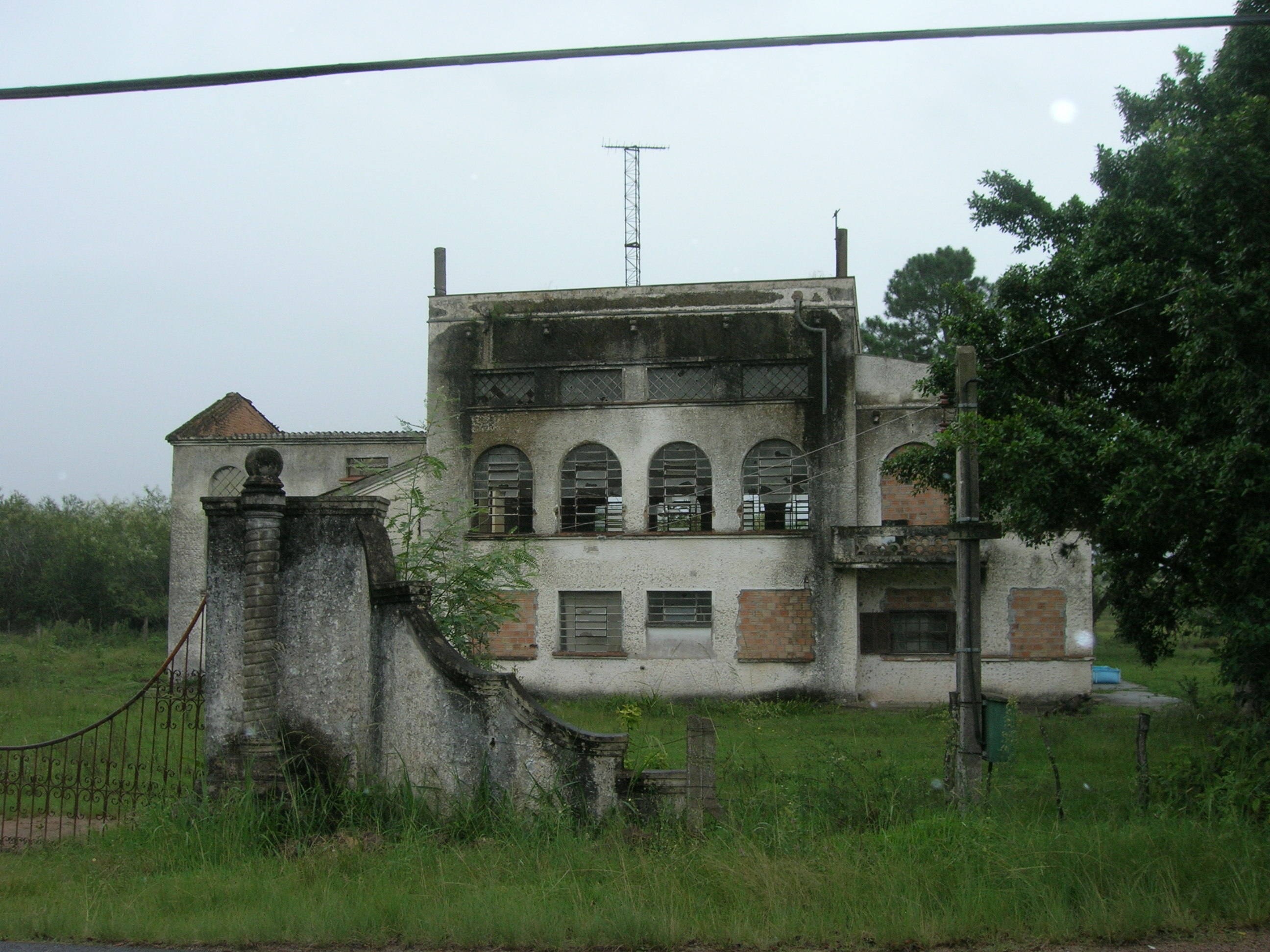
Antiga sede da rádio, desativada nos anos 1980, após o fim do controle pelos Diários Associados

Foi fundada pelo ex-governador do Rio Grande do Sul, José Antônio Flores da Cunha, em 24 de julho de 1935. Sua primeira sede localizava-se na rua Duque de Caxias, 1304, no Centro de Porto Alegre. Na época, era a rádio mais potente do país. Em 1943, Assis Chateaubriand, dono e fundador dos Diários Associados, adquire a emissora. Ele se interessou por ela pela sua localização, que podia ser muito útil nas telecomunicações, integrando o Cone Sul e toda a América do Sul, uma vez que a frequência de 600 kHz era canal internacional desde os anos 50, para transmissão em 100 kW dia e 100 kW noite. Pela Rádio Farroupilha, entrou ao ar o primeiro Repórter Esso experimental, um dos marcos da rádio. Com a posterior crise do grupo, que culminou na extinção da TV Piratini e na venda dos ativos, a rádio foi adquirida em 1982 pelo Grupo RBS. A Rádio Farroupilha então troca de frequência com a co-irmã Rádio Gaúcha, passado para os 680 kHz. 
Em 1986, a RBS cessou as atividades da antiga Estação Transmissora PRH-2, no bairro Ponta Grossa, no Extremo-Sul de Porto Alegre. Essa transmissora fora inaugurada em 1952. 
Após estudos feitos pelo Grupo RBS, e a grande queda de audiência da co-irmã popular Cidade FM, cuja audiência foi superada até pela rádio jovem do grupo, a Atlântida FM, ficou decidida a implantação da Farroupilha em FM, para re-alavancar a audiência popular do grupo, uma vez que a emissora era líder absoluta em AM em todas as faixas de idade e horários. 
Com isso, em 14 de setembro de 2015, a Rádio Farroupilha estreou no dial FM, sucedendo a Cidade FM. Na mesma data, também estrearam na rádio a apresentadora e repórter da RBS TV Cris Silva, o comunicador e humorista Eron Dalmolin, o comunicador Everton Cunha (cujo programa Pijama Show transferiu-se para a emissora). Também passou a fazer parte da equipe do Bafão Farroupilha o humorista Cris Pereira, com suas inúmeras personagens.
No dia 16 de junho de 2017, Eron Dalmolin saiu da Rádio Farroupilha para ir para a Fan! Pop FM de Cachoeira do Sul. Em 27 de julho, a emissora mudou-se de sua sede no Morro Santa Teresa para o prédio do jornal Zero Hora na Azenha, assim como as outras rádios de entretenimento do Grupo RBS em Porto Alegre.
Em 15 de março de 2018, o Grupo RBS anunciou a criação da 92 FM, uma rádio popular no canal 92.1 MHz. Com isso, a Rádio Farroupilha voltou a operar apenas em AM em 16 de abril, uma medida que visou retomar a audiência que a rádio possuia no dial. Às 13h00 de 14 de abril, a Farroupilha deixou de transmitir no dial FM para dar lugar a programação de expectativa da nova emissora.
Em 2021, o portal GZH, bem como outros sites especializados, noticiou o desligamento do canal AM 680 da Farroupilha a partir de 31 de julho, passando a programação a ser transmitida apenas pela internet e por outras plataformas digitais. Suas transmissões no dial se encerraram oficialmente às 23h59 do mesmo dia.
Em 2022, encerrou suas transmissões via web e foi extinta definitivamente.

## Programas extintos
- Despertador Farroupilha
- Farroupilha com Sabor de Saudade
- Embalos de Sábado à Noite
- Grande Rodeio Farroupilha
- Show de Sucessos
- Ligou, Pediu, Tocou
- Farroupilha 190
- Bafão Farroupilha
- Domingão das Patroas (migrou para a 92 FM)
- Em Ritmo de Aventura
- Farroupilha Mais Mulher
- Farroupilha Mais Sertaneja (migrou para a 92 FM)
- Festa Funk
- Festa Sucesso
- Geral e Popular
- Madrugada Farroupilha
- Na Laje
- Paradão Alô
- Paradão Farroupilha
- Pijama Show
- Sextou (migrou para a 92 FM)
- Show de Sucessos
- Só Sucesso
- Tarde Mais (migrou para a 92 FM)
- Amanhecer Farroupilha
- Comando Maior
- Oração da Ave-Maria (Drops)
- Fim de Tarde Farroupilha
- Show de Bandas
- Show da Tarde
- Companhia da Noite
- Gauderiada Farroupilha
- Farroupilha a Dona da Madrugada
- Sabadão Bom de Baile
- Saudade Farroupilha
- Viva a Tarde Farroupilha
- Clube dos Namorados

entre outros.

## Equipe

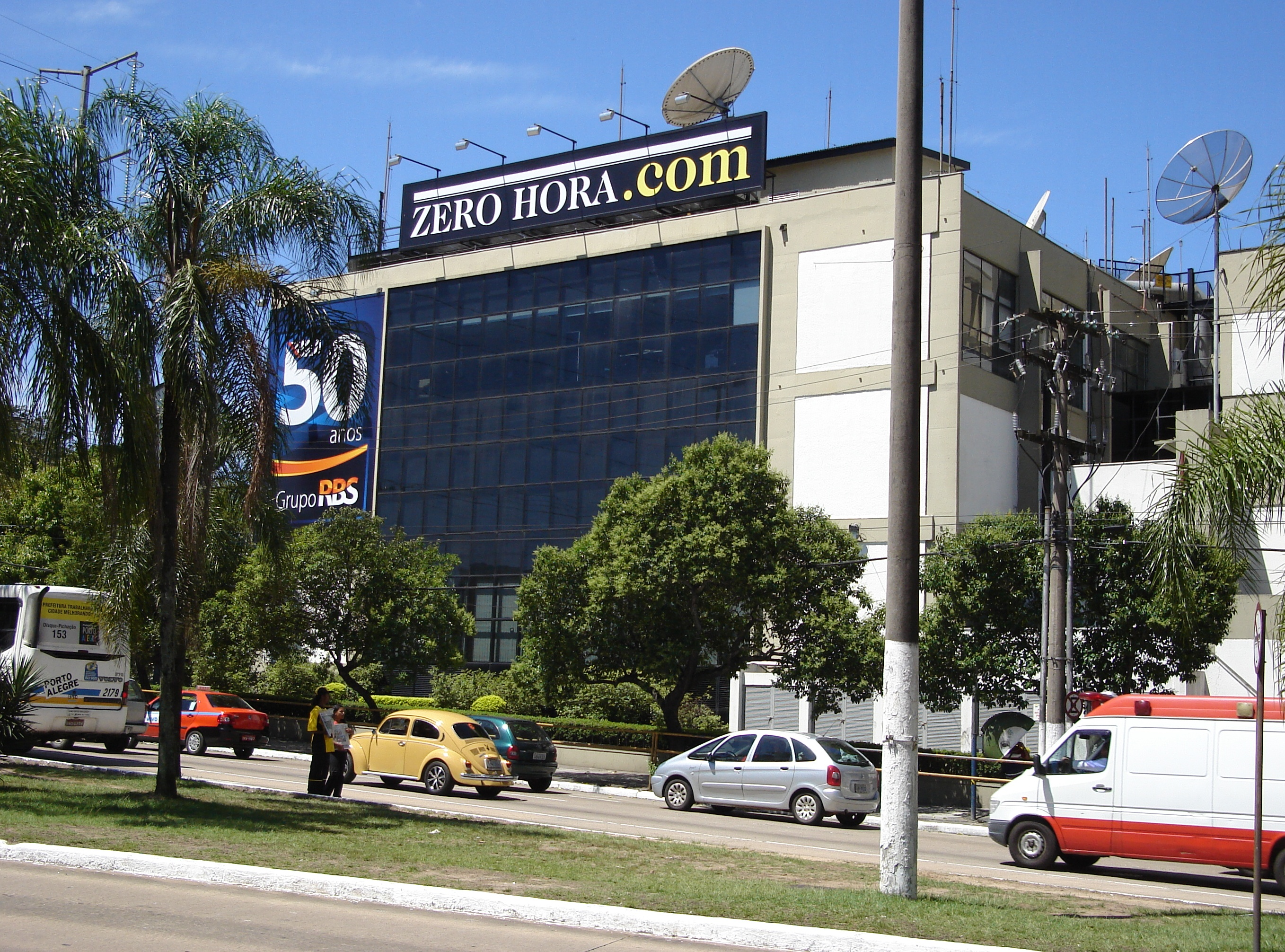
Sede do jornal Zero Hora em Porto Alegre, onde estão os estúdios da emissora desde julho de 2017.

### Membros antigos
- Adriano Domingues (hoje na 92 FM)
- André Araújo (hoje na Rádio Caiçara)
- Cristiane Silva (hoje na 92 FM)
- Cris Pereira
- Eron Dalmolin (hoje na Mix Porto Alegre FM)
- Everton Cunha (hoje na Atlântida SC)
- Gugu Streit (hoje na 92 FM)
- Gentílio Modernel
- João Carlos Albani
- Mariane Araújo (hoje na 92 FM)
- Martin TJ
- Mauro Sérgio
- MC Jean Paul
- Moisés de Assis (hoje na Rádio Caiçara)
- Nelson Marconi
- Rodrigo Adams (hoje na 92 FM / Rede Atlântida)
- Sérgio Zambiasi (hoje na Rádio Caiçara)
- Darel D'avila Dias (hoje na Rádio Cidade Itapema)
- Araújo Junior
- Marne Barcellos
- Paulo Leitão
- Cláudio Monteiro
- Valdecir Guimarães

entre outros.